# Italiaans voetbalkampioenschap 1911/12
Het Italiaans voetbalkampioenschap 1911/12 was het vijftiende kampioenschap (Scudetto) van Italië. Hetzelfde competitiemodel als het voorbije jaar werd gebruikt.
Pro Vercelli werd voor de vierde keer kampioen.

## Voorronde
Gespeeld op 24 en 27 september
| Team #1    | Tot.  | Team #2                | 1ste wed | 2de wed |
| ---------- | ----- | ---------------------- | -------- | ------- |
| FBC Casale | 2 - 1 | Racing Libertas Milaan | 1 - 1    | 1 - 0   |

## Kwalificatie

### Piëmont-Lombardije-Ligurië

#### Eindstand
|     | Team           | ’’’Ptn’’’ | Wed | W  | G | V  | DV | DT | +/− | Opmerking      |
| --- | -------------- | --------- | --- | -- | - | -- | -- | -- | --- | -------------- |
| 1.  | Pro Vercelli   | 32        | 18  | 15 | 2 | 1  | 50 | 12 | +38 | Gekwalificeerd |
| 2.  | Milan          | 31        | 18  | 14 | 3 | 1  | 60 | 10 | +50 |                |
| 3.  | Genoa          | 24        | 18  | 10 | 4 | 4  | 35 | 21 | +14 |                |
| 4.  | Internazionale | 21        | 18  | 10 | 1 | 7  | 42 | 22 | +20 |                |
| 4.  | Torino         | 21        | 18  | 10 | 1 | 7  | 31 | 31 | 0   |                |
| 6.  | Casale         | 15        | 18  | 6  | 3 | 9  | 19 | 26 | −7  |                |
| 6.  | Andrea Doria   | 15        | 18  | 7  | 1 | 10 | 24 | 37 | −13 |                |
| 8.  | Juventus       | 9         | 18  | 3  | 3 | 12 | 22 | 47 | −25 |                |
| 9.  | US Milanese    | 8         | 18  | 3  | 2 | 13 | 18 | 52 | −34 |                |
| 10. | Piemonte       | 4         | 18  | 1  | 2 | 15 | 16 | 59 | −43 |                |

### Veneto-Emilia Romagna

#### Eindstand
|    | Team          | ’’’Ptn’’’ | Wed | W | G | V | DV | DT | +/− | Opmerking      |
| -- | ------------- | --------- | --- | - | - | - | -- | -- | --- | -------------- |
| 1. | AC Venezia    | 7         | 6   | 3 | 1 | 2 | 8  | 12 | −4  | Gekwalificeerd |
| 2. | AC Vicenza    | 6         | 6   | 3 | 0 | 3 | 10 | 7  | +3  |                |
| 2. | Hellas Verona | 6         | 6   | 2 | 2 | 2 | 9  | 9  | 0   |                |
| 4. | AGC Bologna   | 5         | 6   | 2 | 1 | 3 | 10 | 9  | −1  |                |

## Finale
Gespeeld op 11 en 18 juli
| Team #1    | Tot.   | Team #2      | 1ste wed | 2de wed |
| ---------- | ------ | ------------ | -------- | ------- |
| AC Venezia | 0 - 13 | Pro Vercelli | 0 - 6    | 0 - 7   |

## Kampioenenploeg
- Innocenti
- Binaschi
- Valle
- Ara
- Milano I
- Leone
- Milano II
- Berardo
- Ferraro
- Rampini I
- Corna

Scudetto:
1898 ·
1899 ·
1900 ·
1901 ·
1902 ·
1903 ·
1904 ·
1905 ·
1906 ·
1907 ·
1908 ·
1909 ·
1909/10 ·
1910/11 ·
1911/12 ·
1912/13 ·
1913/14 ·
1914/15 ·
1915/16 · 1916/17 · 1917/18 · 1918/19 · 
1919/20 ·
1920/21 ·
1921/22 ·
1922/23 ·
1923/24 ·
1924/25 ·
1925/26 ·
1926/27 ·
1927/28 ·
1928/29

Serie A:
1929/30 ·
1930/31 ·
1931/32 ·
1932/33 ·
1933/34 ·
1934/35 ·
1935/36 ·
1936/37 ·
1937/38 ·
1938/39 ·
1939/40 ·
1940/41 ·
1941/42 ·
1942/43 ·
1944/45 ·
1945/46 ·
1946/47 ·
1947/48 ·
1948/49 ·
1949/50 ·
1950/51 ·
1951/52 ·
1952/53 ·
1953/54 ·
1954/55 ·
1955/56 ·
1956/57 ·
1957/58 ·
1958/59 ·
1959/60 ·
1960/61 ·
1961/62 ·
1962/63 ·
1963/64 ·
1964/65 ·
1965/66 ·
1966/67 ·
1967/68 ·
1968/69 ·
1969/70 ·
1970/71 ·
1971/72 ·
1972/73 ·
1973/74 ·
1974/75 ·
1975/76 ·
1976/77 ·
1977/78 ·
1978/79 ·
1979/80 ·
1980/81 ·
1981/82 ·
1982/83 ·
1983/84 ·
1984/85 ·
1985/86 ·
1986/87 ·
1987/88 ·
1988/89 ·
1989/90 ·
1990/91 ·
1991/92 ·
1992/93 ·
1993/94 ·
1994/95 ·
1995/96 ·
1996/97 ·
1997/98 ·
1998/99 ·
1999/00 ·
2000/01 ·
2001/02 ·
2002/03 ·
2003/04 ·
2004/05 ·
2005/06 ·
2006/07 ·
2007/08 ·
2008/09 ·
2009/10 ·
2010/11 ·
2011/12 ·
2012/13 ·
2013/14 ·
2014/15 ·
2015/16 ·
2016/17 .
2017/18 ·
2018/19 ·
2019/20 ·
2020/21 ·
2021/22 ·
2022/23 ·
2023/24 .
2024/25